# Mario Amato
Mario Amato, född 24 november 1937 i Palermo, död 23 juni 1980 i Rom, var en italiensk domare. Efter mordet på Vittorio Occorsio, den domare som ledde undersökningarna av extremhögern i Italien, utsågs Amato 1976 till Occorsios efterträdare. Trots riskerna med detta uppdrag nekades Amato att färdas i en armerad bil.
På morgonen den 23 juni 1980 väntade Amato vid en busshållplats i korsningen mellan Viale Jonio och Via Monte Rocchetta i Quartiere Monte Sacro i nordöstra Rom. Där sköts Amato till döds av en medlem av den nyfascistiska terrorgruppen Nuclei Armati Rivoluzionari.